# Hrafske
Hrafske (en ukrainien : Графське, en russe : Графское, Grafskoïe) est une commune urbaine de l'est de l'Ukraine, dans l'oblast de Donetsk, dépendante du raïon de Volnovakha, et de la communauté territoriale d'Olhynka. Elle était peuplée de 385 habitants en 2019.

## Géographie
Elle se situe au bord de la rivière Kachlahatch, affluent droit de la rivière Mokri Yaly, puis de la rivière Vovtcha et de la Samara, dans le système hydrologique de la rive gauche du fleuve Dniepr. Elle est limitrophe au sud de la commune urbaine de Blahodatne, et se trouve à 10 km au nord-ouest de la ville de Volnovakha, et à 40,5 km au sud-ouest de la ville de Donetsk.